# Tourisme dans le kraï du Primorié

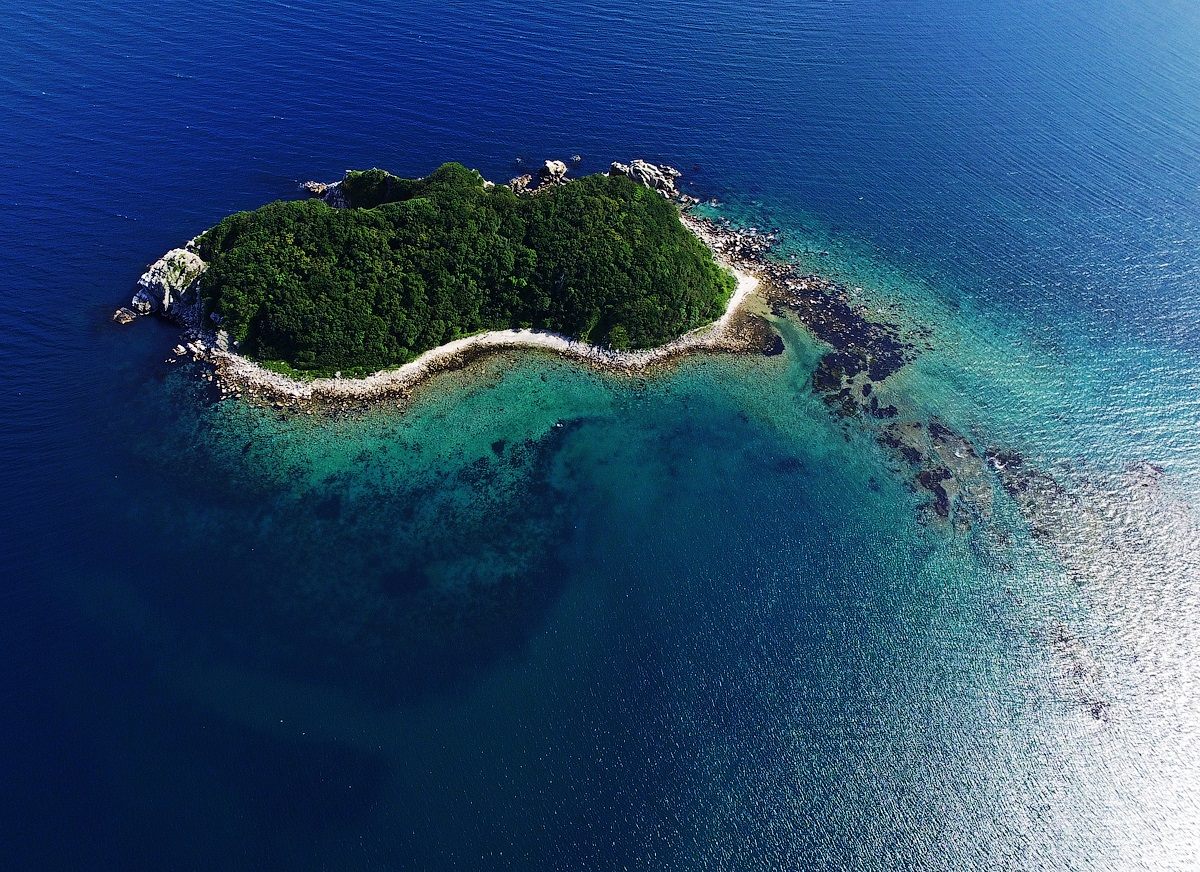
Île Bestrova, Préobrajénié, raïon de Lazo.

Le tourisme dans le kraï du Primorié concerne environ 3 millions de visiteurs par an. Secteur important de l'économie de la région, il représente un peu plus de 5 % du PIB du kraï du Primorié, avec une croissance de 111 % entre 2021 et 2022, qui emploie environ 63 000 personnes. Sa saisonnalité s'étend principalement de mai à septembre, et il intéresse essentiellement le littoral, en particulier dans le Primorié méridional.
Les premiers touristes fréquentent la région à partir du début du XXe siècle, réservés d'abord à l'élite aristocratique russe qui profite de l'ouverture du Transsibérien de Moscou à Vladivostok. Le tourisme n'existe presque pas pendant une grande partie de la période soviétique, avant de réapparaître dans les années 1970 et 1980, grâce à l'arrivée d'une classe moyenne. Freiné par la dislocation de l'URSS, il connait un essor important à partir des années 2010, grâce à l'arrivée de touristes chinois, japonais et coréens au Primorié. Attirés par la culture russe et plus largement européenne, la région est cependant très proche géographiquement, lui permettant d'être attractive. Le tourisme culturel se concentre à Vladivostok et dans les autres grandes villes, bien qu'il n'est pas le plus important. Le Primorié joue aussi sur l'écotourisme au travers de ses nombreuses réserves, où l'on peut voir des tigres de l'Amour et autres espèces de la faune et la flore locale.
Si un tourisme balnéaire se concentre sur le littoral et représente le plus gros pôle d'activité, un tourisme vert est aussi notable dans le Sikhote-Aline et le kraï de l'Oussouri, complété par un tourisme urbain dans les plus grandes villes du Primorié. En hiver, les stations de sports d'hiver du nord du kraï attirent les citadins, et ses montagnes sont riches en sources thermales.

## Variétes différentes de tourisme

### Les plages

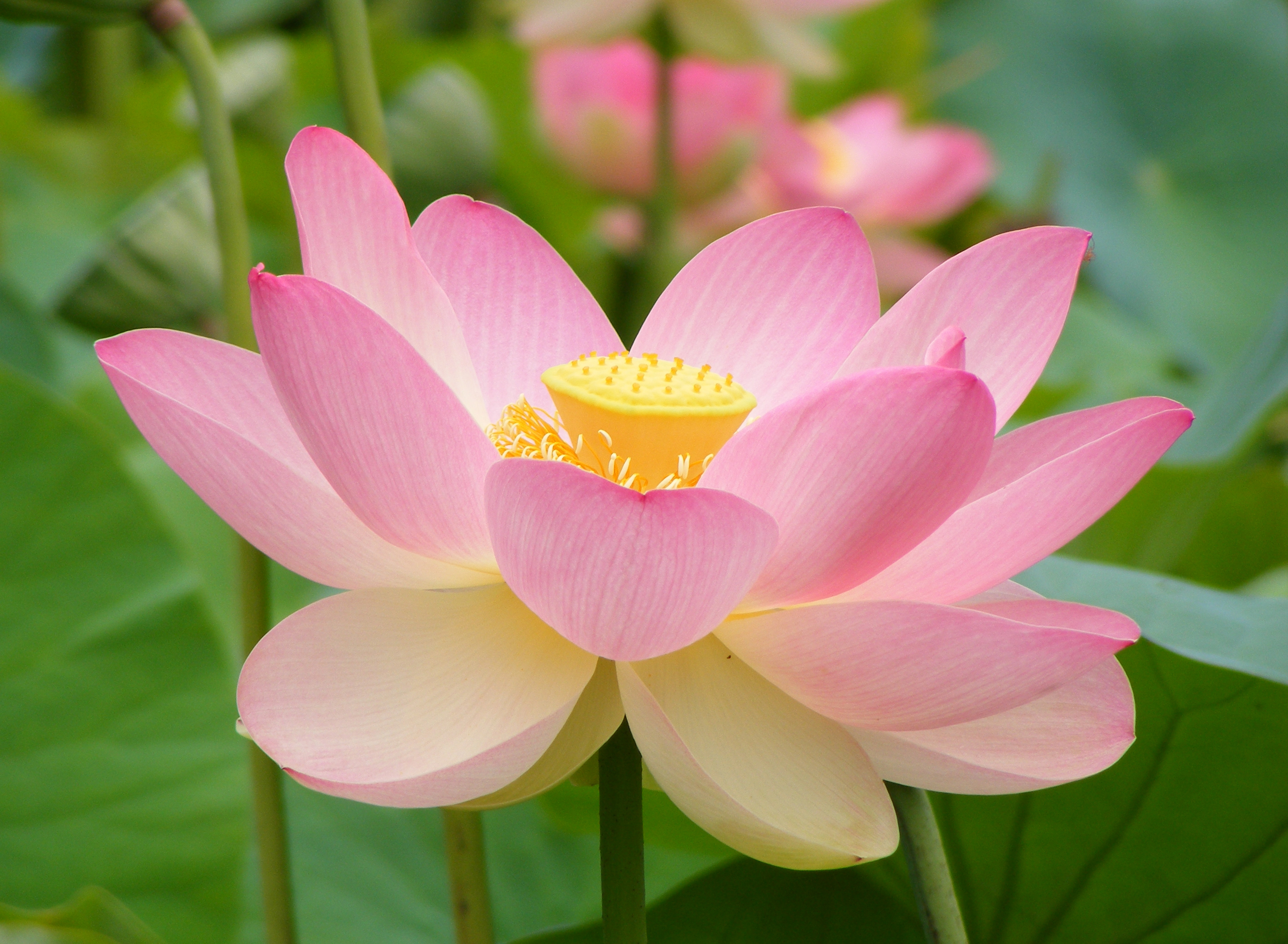
Lotus sacré, du Primorié.

La ressource principale du Primorié est sa mer chaude, essentielle pour les habitants de l'Extrême-Orient et de Sibérie occidentale. Mais la courte saison de baignade (de 30 jours sur la côte est à 100 jours sur la côte sud) impose des restrictions à la construction d'infrastructures touristiques à budget élevé pour les vacances à la plage, l'équipement hôtelier, les parcs aquatiques, etc. Malgré cela le caractère unique du littoral russe de la mer du Japon par rapport aux autres côtes russes et le développement croissant des voies de communications attire de plus en plus de touristes, principalement de la région de l'Amour, mais aussi de Yakoutie et de la Transbaïkalie. De plus de nombreux habitants du Primorié se rendent sur la côte par beau temps. C'est ainsi que chaque année le nombre de bases touristiques à budget petit ou moyen augmente, principalement sur la côte sud du kraï

Plages du kraï
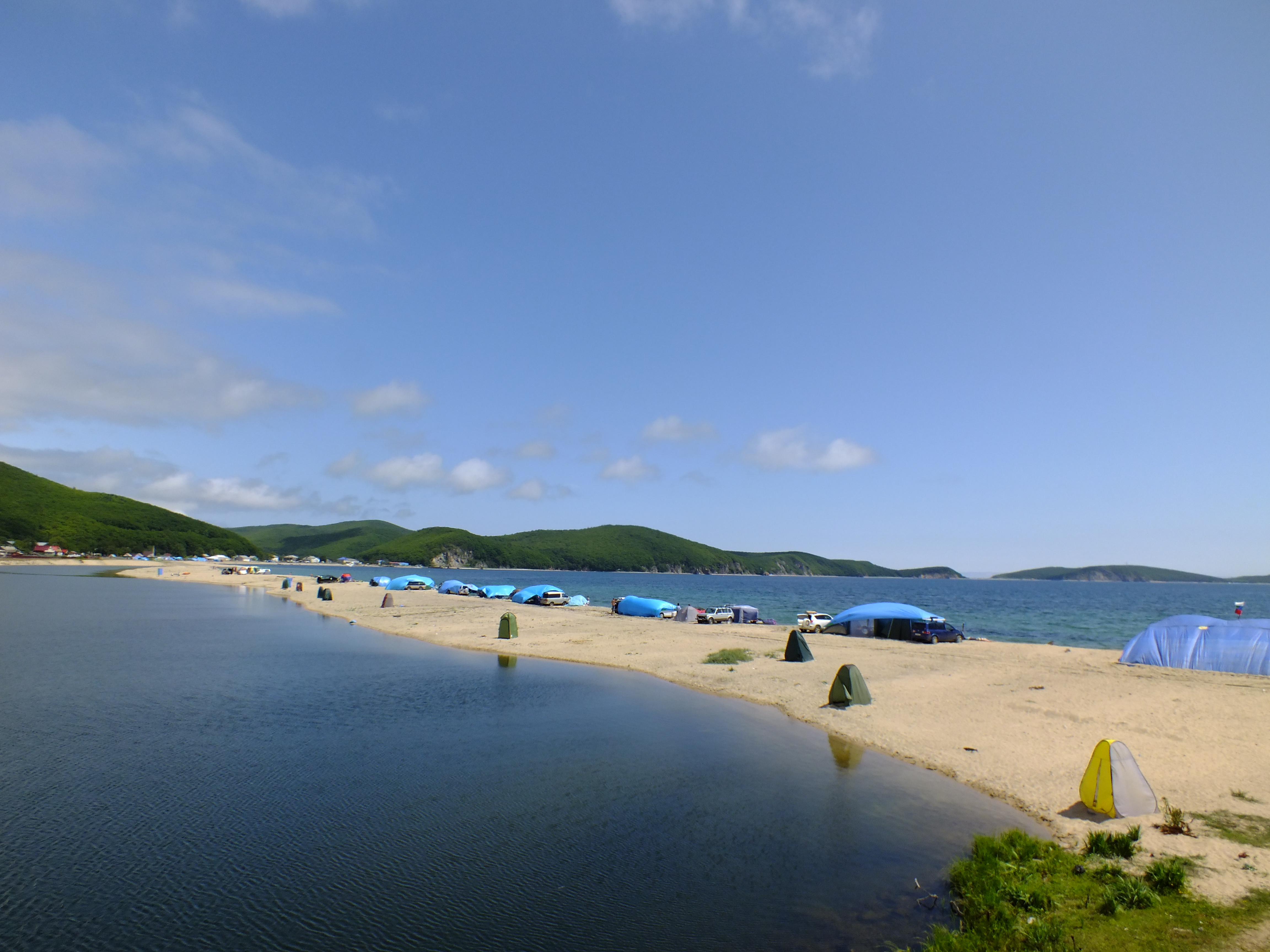
Tourisme automobile sur les rives de la mer du Japon à la baie de Vladimir
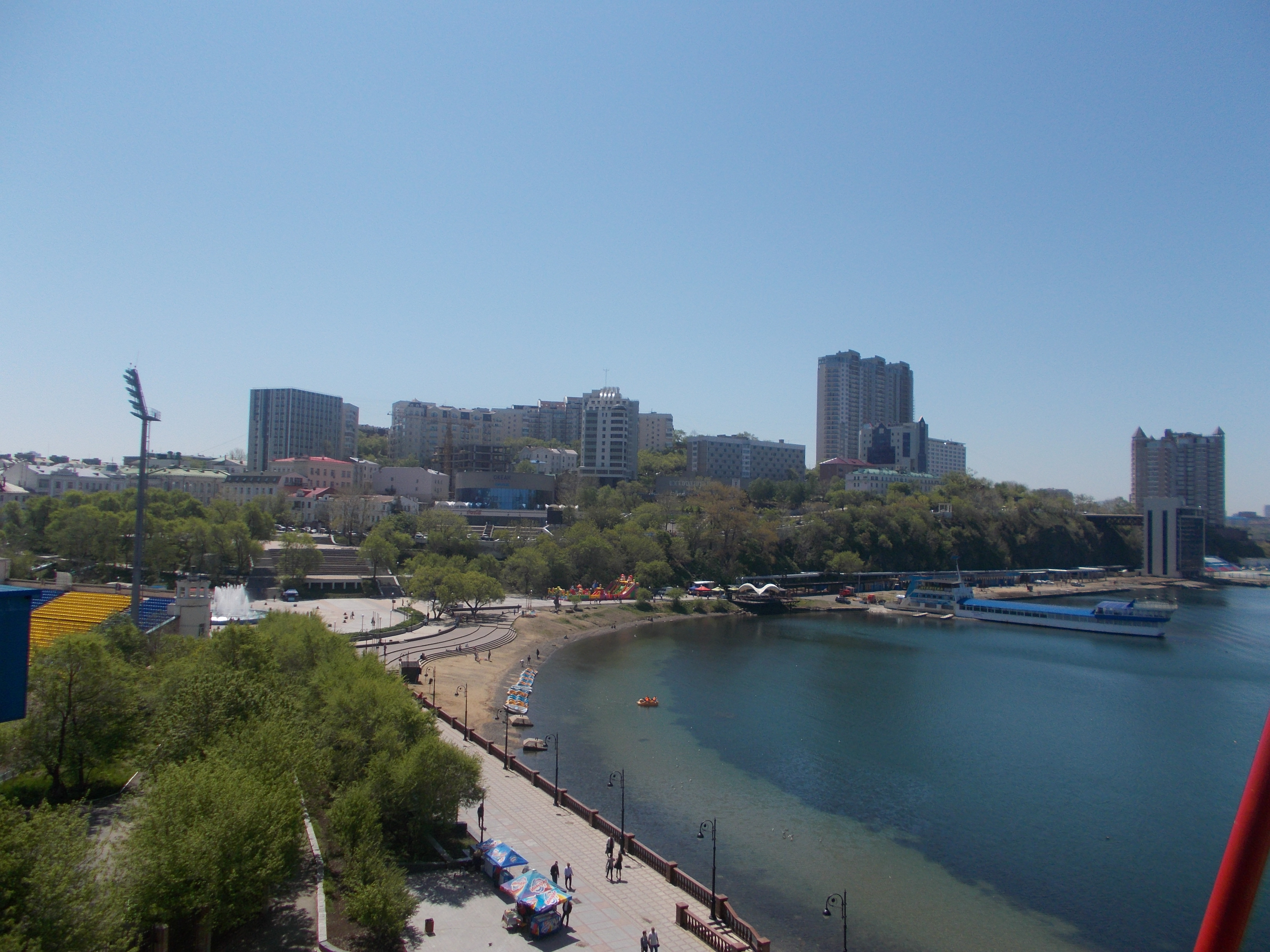
Plage sur la baie de l'Amour, Vladivostok.
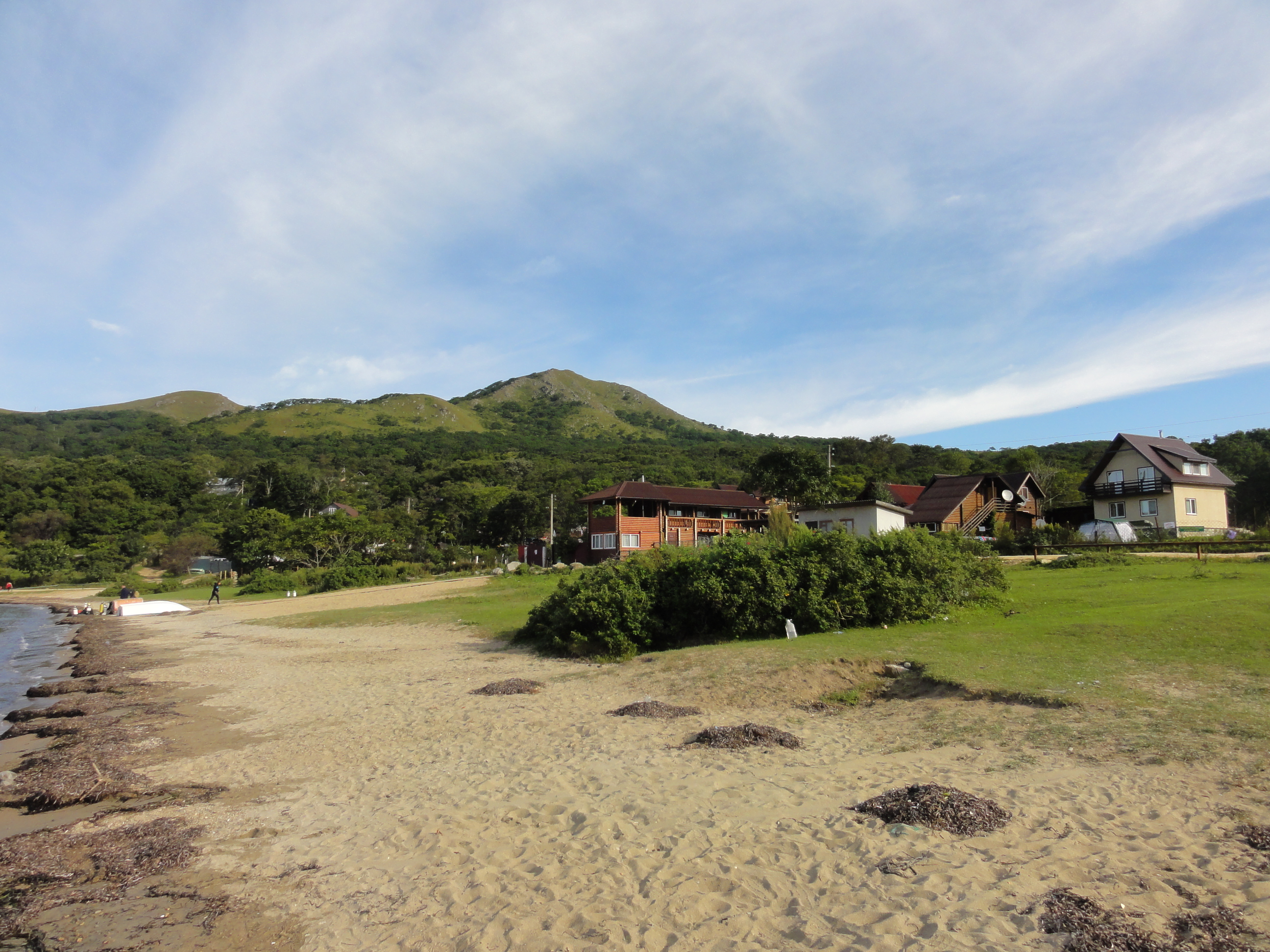
Plage de Vitiaz, raïon de Khassan.
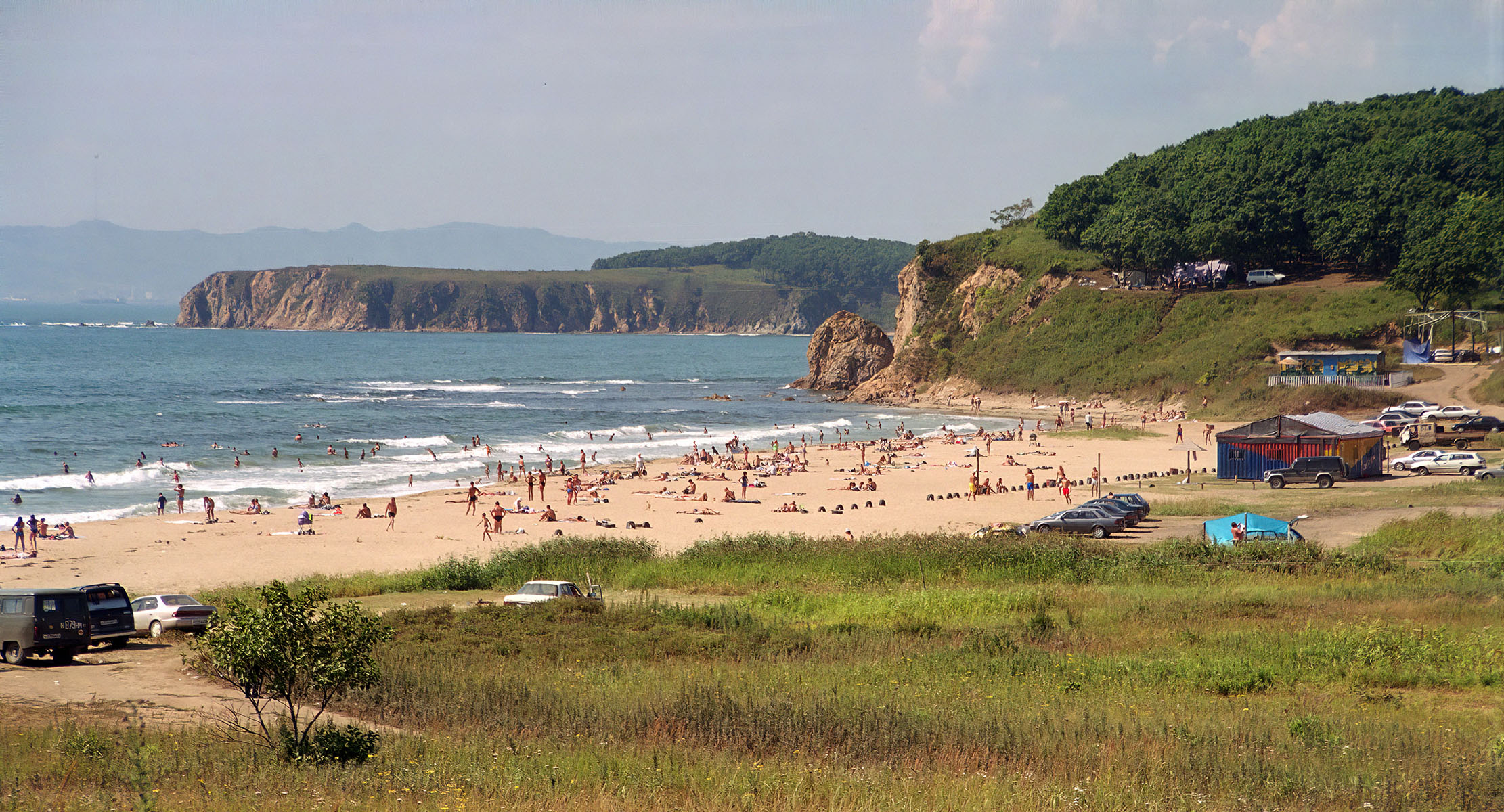
Plage Korovi, Nakhodka.

### Écotourisme

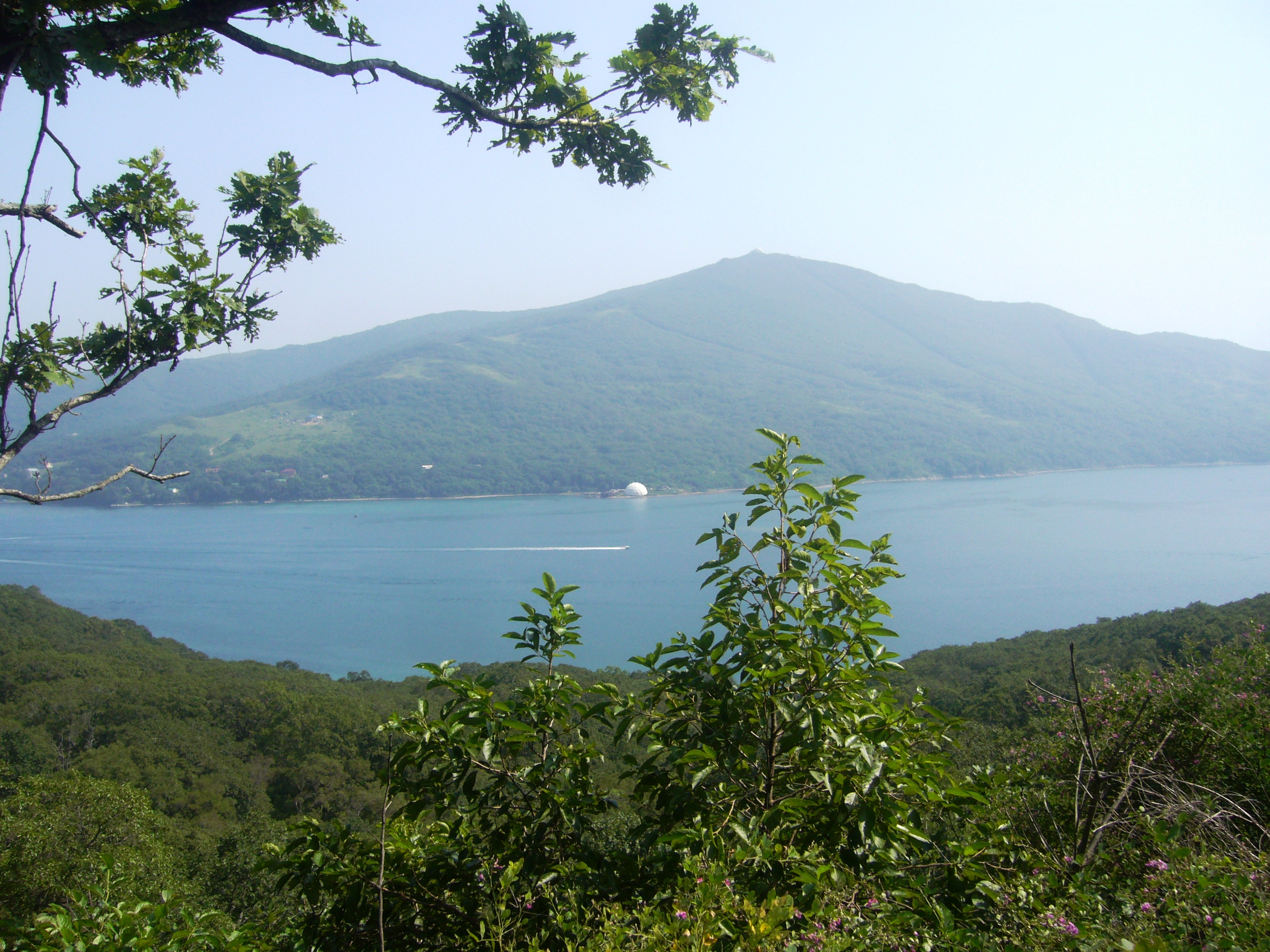
Montagnes de Brume, sur la presqu'île de Gamov.

Selon les spécialistes il existe dans le Primorié plus de 520 centres d'intérêt naturels uniques tels que lacs, cascades, volcans éteints, grottes.
Les parcs nationaux sont d'importance nationale : le parc national Zov Tigra, le parc national Oudegueïskaïa Leguenda, le mont Livadiskaïa, un chantier de fouilles archéologiques, un parc historique russe La vallée d'émeraude.
La région dispose de six réserves naturelles de l'État (réserve naturelle de Sikhote-Aline, réserve naturelle de Lazovsky, réserve naturelle de l'Oussouri, réserve naturelle du Khanka, réserve naturelle marine de l'Extrême-Orient, réserve naturelle de Kedrovaïa Pad).

#### Badge honorifique: la panthère ou léopard du Primorié

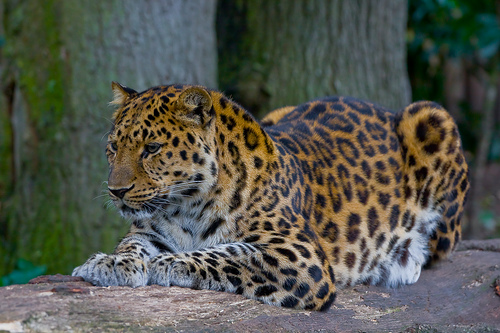
Léopard de l'Amour de Chine et du Primorié

Pour populariser le tourisme sportif la fédération du kraï de Primorié a créé en 2008 un badge d'honneur appelé Le léopard du Primorié qui récompense les alpinistes qui ont grimpé les 10 principaux sommets du kraï.

### Tourisme de cure
Les sources d'eau minérale de Chmakovka rivalisent en vertus thérapeutiques avec celles de Mineralnye vody dans les centres de revalidations et de villégiature.

### Pistes de ski
Les pistes sont situées au nord (Svetlogore, Vostok (kraï du Primorié)), dans le centre (Arseniev) et au sud du kraï de Primorié (Anissimovka, Vladivostok, Loukianovka, Partizansk, Sergueïevka, Chtikovo).

## Statistiques
En 2010, le nombre de voyageurs touristiques dans le kraï du Primorié s'est élevé à 740 000. Sur le territoire de la région il existe plus de 200 bases de loisirs, 191 hôtels, 23 maisons de cure. Les organisations touristiques du Primorié ont préparé plus de 300 itinéraires pour différentes destinations touristiques. Selon l'agence Rostourisme le flux des touristes dans la région représentait 67 900 voyageurs, soit 2,5 % du total du nombre de touristes en Russie et encore 49,47 % du total des touristes du District fédéral extrême-oriental.

## Représentation étrangère
Il existe 6 consulats étrangers dans le kraï du Primorié pour les pays suivants : États-Unis, République de Corée, Corée du Nord, Japon, Vietnam, Inde; un représentant général du consulat de Chine à Khabarovsk; un consulat honoraire d'Australie, du Canada, des Philippines, de Nouvelle-Zélande, de Thaïlande, du Bengladesh, d'Allemagne, de Grande-Bretagne